# Sphecodes iridescens
Sphecodes iridescens är en biart som beskrevs av Cockerell 1921. Sphecodes iridescens ingår i släktet blodbin, och familjen vägbin. Inga underarter finns listade i Catalogue of Life.